# Sorgues (rzeka)
Sorgues – rzeka we Francji o długości 46,4 kilometrów, prawy dopływ Dourdou de Camarès. Źródło rzeki znajduje się w źródle krasowym niedaleko miejscowości Cornus w departamencie Aveyron.
Łączna powierzchnia dorzecza wynosi 279 km².

## Miasta, przez które przepływa rzeka
- Cornus
- Marnhagues-et-Latour
- Saint-Félix-de-Sorgues
- Saint-Affrique
- Vabres-l’Abbaye

Rzeka wpada do Dourdou de Camarès w okolicach miasta Vabres-l’Abbaye. Średni roczny przepływ wynosi 4,38 m³/s.

## Dopływy
- Verzolet
- Annou
- Vailhauzy